# بلیچر رپورت
بلیچر رپورت (انگلیسی: Bleacher Report) که با نام B/R هم شناخته می‌شود، یک رسانه مجازی آمریکایی است که دفتر مرکزی آن در سان فرانسیسکو قرار دارد و اخبار و تحلیل‌های ورزشی سراسر جهان را پوشش می‌دهد.
مالکیت این شرکت در اختیار ترنر برادکستینگ سیستم (زیر مجموعه‌ای از تایم وارنر) است و ارزش آن معادل ۲۰۰ میلیون دلار تخمین زده می‌شود.